# John Singleton
Pour les articles homonymes, voir Singleton et John Daniel.
John Singleton est un réalisateur, scénariste et producteur américain, né le 6 janvier 1968 et mort le 28 avril 2019 à Los Angeles.
Avec son premier long-métrage, Boyz N the Hood (1991), il est non seulement le plus jeune cinéaste à être nommé à l'Oscar du meilleur réalisateur, mais aussi le premier homme noir à recevoir cette reconnaissance de la part de l'Académie.

## Biographie

### Jeunesse et formation
John Daniel Singleton nait à Los Angeles le 6 janvier 1968.
Il fréquente le Pasadena City College puis fait ensuite ses études à l'école de cinéma de l'université du Sud de la Californie. Il en sortira lauréat de trois bourses d'écriture : le Jack Nicholson Award en 1989 et 1990 et le Robert Riskin Award en 1989.

### Carrière

#### Révélation du cinéma indépendant américain (années 1990)

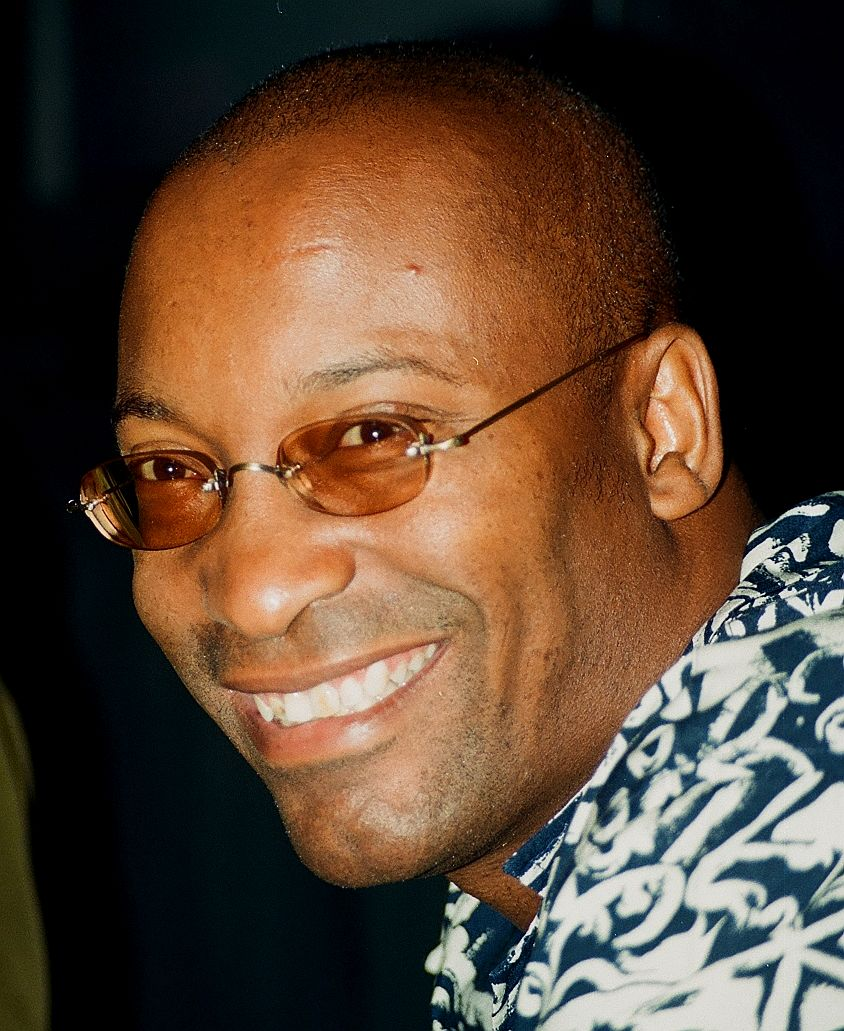
Le réalisateur en 2000 à Washington D.C., l'année de sortie de Shaft.

À la fin de ses études, il rejoint la Creative Artists Agency et vend le script de Boyz N the Hood, qui revient sur les problèmes des jeunes d'un ghetto de Los Angeles. Il en sera également le réalisateur : en 1991, le film sort en salles avec notamment Laurence Fishburne, Cuba Gooding Jr. et le rappeur Ice Cube. Le film est un succès et Singleton devient la révélation de l’année. Il sera ainsi nommé aux Oscars du meilleur réalisateur et meilleur scénario original en 1992.
En 1992, il dirige Eddie Murphy, le mannequin Iman et le basketteur Magic Johnson dans le clip Remember the Time de Michael Jackson. Il tente ensuite de renouveler l'exploit de Boyz N the Hood en 1993 avec Poetic Justice, avec Janet Jackson et Tupac Shakur, puis avec Fièvre à Columbus University deux ans plus tard.
A la fin de la décennie, il réalise pour la première fois un film dont il n'a pas écrit le scénario. Sorti en 1997, Rosewood confronte Ving Rhames à Jon Voight et permet toujours à l'auteur de  parler de la question raciale. Les critiques sont excellentes et le film décroche une nomination à l'Ours d'or du meilleur film à la Berlinale 1997.
Le réalisateur accepte alors de signer un véritable film de studio, le remake Shaft, où il dépoussière le personnage mythique de John Shaft, ici incarné par Samuel L. Jackson. Les critiques sont très bonnes. Le réalisateur revient ensuite au cinéma indépendant, signant en 2001 Baby Boy, pour lequel il dirige Tyrese Gibson dans le rôle principal d'un Afro-américain de 20 ans qui est père de deux enfants de femmes différentes, interprétées par Tamara LaSeon Bass et Taraji P. Henson, mais vit toujours chez sa mère. Les critiques plébiscitent ce retour aux drames sociaux.

#### Cinéma d'action et producteur (années 2000)

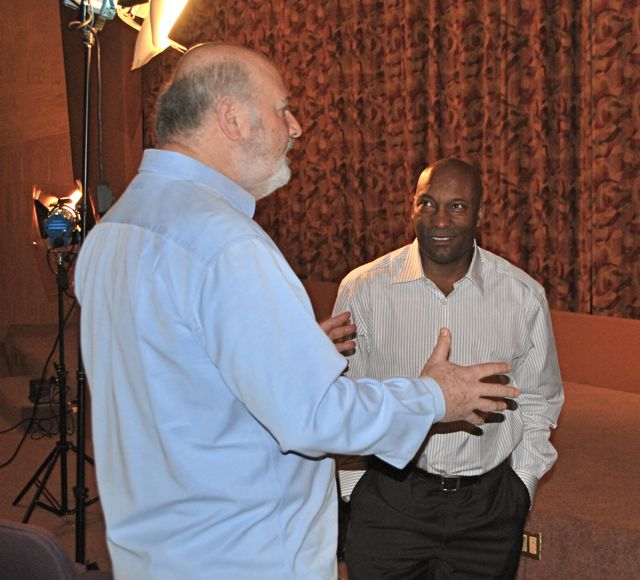
Le réalisateur en 2009, en pleine discussion avec son confrère Rob Reiner.

Par la suite, le réalisateur s'éloigne pourtant de ce cinéma d'auteur pour réaliser des films d'action pour les studios : il est ainsi choisi pour succéder à Rob Cohen pour filmer la suite du film d'action à succès Fast and Furious. Sorti en 2003, 2 Fast 2 Furious, a pour têtes d'affiche Paul Walker et Tyrese Gibson, qui remplace Vin Diesel. Cette fois, les critiques ne le suivent pas, mais il s'agit du plus gros succès commercial du réalisateur.
Deux ans plus tard, il dévoile un autre projet de studio avec le thriller Quatre frères, où il retrouve une troisième fois Tyrese Gibson. Mark Wahlberg interprète le rôle principal. Terrence Howard, Chiwetel Ejiofor ou encore le chanteur André « 3000 » Benjamin complètent le casting. Le film divise la critique, mais fonctionne correctement au box-office.
Parallèlement, le réalisateur développe plusieurs autres projets et produits d'autres longs-métrages indépendants, comme les acclamés Hustle and Flow (2005) et Black Snake Moan (2007), qui lancent la carrière du scénariste et réalisateur Craig Brewer.
Il faut attendre 2011 pour voir Singleton signer un nouveau film : le film d'action Identité secrète est là encore un projet de commande, destiné à lancer la carrière de l'idole des adolescentes Taylor Lautner. Mais ce thriller d'action notamment interprété par Alfred Molina et Sigourney Weaver est boudé par la critique.

#### Séries télévisées (années 2010)

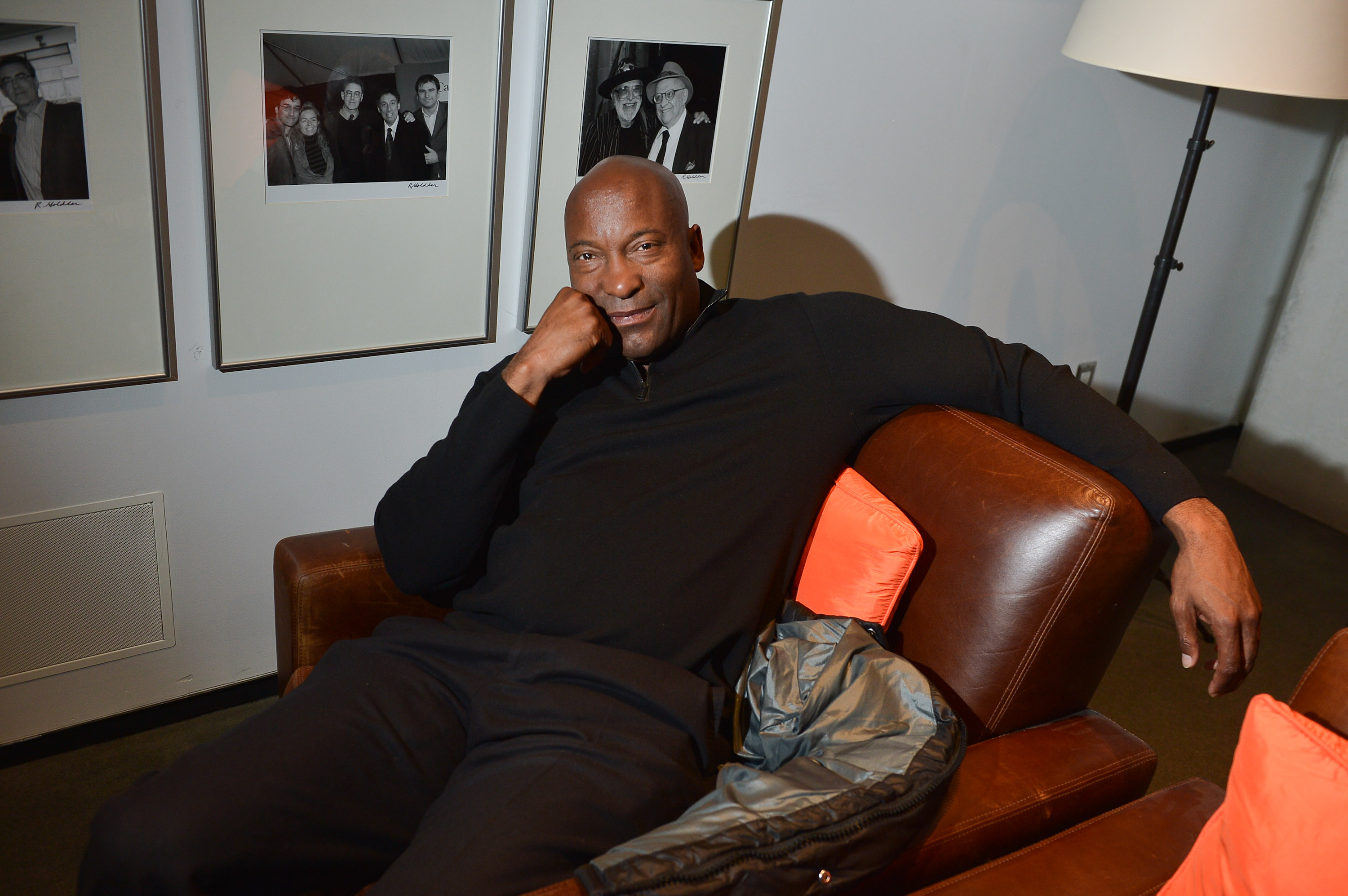
Le réalisateur en 2013 lors d'une rétrospective sur sa carrière.

Le metteur en scène s'investit alors à la télévision. Il réalise des épisodes de séries dramatiques salués par la critique comme Empire (en 2015), American Crime Story (2016) et Billions (2017).
Il développe ensuite des projets plus personnels : après avoir participé au développement de la série Rebel, dont il réalise l'épisode pilote, qui traite de la difficulté d'être un officier de police noir aux États-Unis, il co-crée la série dramatique Snowfall pour la chaîne câblée FX, qui revient sur le trafic de drogues à Los Angeles au début des années 1980. Singleton réalise plusieurs épisodes de la première saison et reste attaché au programme comme producteur exécutif pour la saison 3, commandée en septembre 2018.

### Mort
Le 17 avril 2019, John Singleton est victime d'un accident vasculaire cérébral. Il avait été hospitalisé plus tôt au centre médical Cedars-Sinai de Los Angeles après des douleurs aux jambes. Après être tombé dans le coma, il meurt des suites de cet AVC le 28 avril 2019,.

## Filmographie
Sauf indication contraire, les informations mentionnées dans cette section peuvent être confirmées par la base de données cinématographiques IMDb,  présente dans la section « Liens externes ».

### Réalisateur
- 1991 : Boyz N the Hood
- 1992 : Remember the Time (clip de Michael Jackson)
- 1993 : Poetic Justice
- 1995 : Fièvre à Columbus University (Higher Learning)
- 1997 : Rosewood
- 2000 : Shaft
- 2001 : Baby Boy
- 2003 : 2 Fast 2 Furious
- 2005 : Quatre frères (Four Brothers)
- 2010 : 30 for 30 (série télévisée documentaire) - saison 1, épisode 28
- 2011 : Identité secrète (Abduction)
- 2015 : Empire (série télévisée) - saison 1, épisode 5
- 2016 : American Crime Story (série télévisée) - saison 1, épisode 5
- 2017 : Rebel (série télévisée) - saison 1, épisode 1
- 2017 : Billions (série télévisée) - saison 2, épisode 7
- 2017-2018 : Snowfall (série télévisée) - 2 épisodes

### Scénariste
- 1991 : Boyz N the Hood de lui-même
- 1993 : Poetic Justice de lui-même
- 1995 : Fièvre à Columbus University (Higher Learning) de lui-même
- 2000 : Shaft de lui-même
- 2001 : Baby Boy de lui-même
- 2017-2019 : Snowfall (série télévisée) - 2 épisodes de lui-même (également créateur)

### Producteur
- 1993 : Poetic Justice de lui-même
- 1995 : Fièvre à Columbus University (Higher Learning) de lui-même
- 1998 : Woo (en) de Daisy von Scherler Mayer
- 2000 : Shaft de lui-même
- 2001 : Baby Boy de lui-même
- 2005 : Hustle and Flow (Hustle & Flow) de Craig Brewer
- 2007 : Black Snake Moan de Craig Brewer
- 2007 : Illegal Tender de Franc. Reyes
- 2017-2019 : Snowfall (série télévisée)

### Acteur
- 2003 : Baadasssss! de Mario Van Peebles : Detroit J

## Distinctions
Sources :

### Récompenses
- Los Angeles Film Critics Association Awards 1991 : prix de la nouvelle génération pour Boyz N the Hood
- MTV Movie Awards 1992 : meilleur nouveau réalisateur pour Boyz N the Hood
- ShoWest Convention : meilleur scénariste et prix spécial pour ses débuts de réalisateur pour Boyz N the Hood
- Acapulco Black Film Festival 2001 : Career Achievement Award pour l’ensemble de sa carrière
- Festival international du film de Locarno 2001 : mention spéciale pour Baby Boy
- 26 août 2003 : entrée au Walk of Fame
- NAACP Image Awards 2006 : meilleur réalisateur pour Quatre frères.

### Nominations
- Oscars 1992 : meilleur réalisateur et meilleur scénario original pour Boyz N the Hood
- Berlinale 1997 : Ours d'or du meilleur film pour Rosewood
- Acapulco Black Film Festival 1998 : meilleur réalisateur pour Rosewood
- Black Reel Awards 2001 : meilleur réalisateur pour Shaft
- Festival international du film de Locarno 2001 : Léopard d'or pour Baby Boy
- Black Reel Awards 2002 : meilleur réalisateur et meilleur scénario pour Baby Boy
- Black Reel Awards 2004 : meilleur réalisateur pour 2 Fast 2 Furious
- Black Reel Awards 2006 : meilleur réalisateur pour Quatre frères
- Black Movie Awards 2006 : meilleur réalisateur pour Quatre frères.